# Hans Muchitsch
Hans Muchitsch, född 30 september 1932, död 10 maj 2019, var en friidrottare från Österrike. Han deltog vid olympiska sommarspelen 1960.